# Great River
Great River är ett vattendrag i Grenada.   Det ligger i parishen Saint Andrew, i den östra delen av landet, 17 km nordost om huvudstaden Saint George's. Great River ligger på ön Grenada.